# Pająki (film)
Pająki (tytuł oryg. Spiders) – amerykański horror science-fiction z 2000 roku. Część ekipy filmowej jeszcze tego samego roku pracowała przy slasherze Tobe’a Hoopera Krokodyl zabójca. Pomimo braku sukcesu, w roku 2001 powstał sequel filmu: Pająki 2. W Argentynie, gdzie miała miejsca ogólnoświatowa premiera filmu, został on udostępniony pod tytułem Arachnofobia 2 (arg. Aracnofobia II).
W Polsce film wyemitowały stacje telewizyjne Polsat oraz TV4.

## Fabuła
W wyniku nieudanego eksperymentu na pokładzie promu kosmicznego powstaje przerażające monstrum – pajęczyca o kryptonimie „Teściowa” z DNA Obcych, która, zabita, odradza się jeszcze silniejsza. Tymczasem trójka młodych zapaleńców – Slick, Murphy i Marci – pod wodzą tej ostatniej, początkującej dziennikarki, poszukuje na kalifornijskiej pustyni śladów lądowania UFO. Studenci mają pecha znaleźć się w niewłaściwym miejscu o niewłaściwej porze. Na pustkowiu ląduje bowiem wspomniany prom o nazwie Nautilus. Okazuje się, że lot statkiem przeżył tylko jeden członek załogi. Próba eskortowania ciężko rannego do szpitala kończy się śmiercią lekarza. Wkrótce poszkodowany astronauta wydaje na świat zmutowaną pajęczycę, która osiedliła się w jego ciele.

## Produkcja
Film kręcono w kalifornijskich miejscowościach Camarillo i Los Angeles od lipca do września roku 1999. Produkcja filmu odbywała się z kolei od marca 1999 do sierpnia 2000 roku.